# .ee
.ee je národní doména nejvyššího řádu pro Estonsko. Doménu spravuje Estonská vzdělávací a výzkumná síť (Estonian Educational and Research Network, EENet).
Registrace má omezení jako v raných dobách rozvoje Internetu, než došlo k jeho komercializaci. Je dán limit jedné domény na osobu a registrace dalších jmen podle zavedených obchodních značek jsou výslovně zakázány.
Lze registrovat domény na druhé úrovni, což umožňuje hack domény u slov končících na -ee.